# XII съезд Коммунистической партии (большевиков) Беларуси
XII съезд Коммунистической партии (большевиков) Беларуси прошёл с 5 по 14 февраля 1929 года в Минске. На нём присутствовало 356 делегатов с решающим и 222 с совещательным голосом от 41 207 членов и кандидатов в члены партии.

## Порядок съезда
- отчёт ЦК КП(б)Б (Я. Б. Гамарник);
- доклад Ревизионной комиссии КП(б)Б (Я. М. Кроль);
- отчёт ЦКК КП(б)Б (А. Я. Калнин);
- доклад о пятилетнем плане развития народного хозяйства и культуры 1928/29-1932/33 (Н. М. Голодед);
- доклад о хозяйственном строительстве (М. М. Карклин[бел.]);
- доклад о регулировании роста и чистке партии (И. А. Василевич);
- доклад о работе профсоюзов (И. П. Рыжов);
- выборы руководящих органов партии.

## Работа съезда
XII съезд утвердил политическую линию, организационно-идеологическую и воспитательную работу ЦК КП(б)Б, которые соответствовали решениям XI съезда КП(б)Б и XV съезда ВКП(б).
Съезд отметил, что КП(б)Б сплотила свои ряды в борьбе с троцкистской оппозицией и правым уклоном. Троцкисты были исключены из партии, а их идеи разоблачены в глазах рабочих масс, что укрепило доверие к партии.
Съезд поручил новым членам ЦК и ЦКК продолжать борьбу с правыми и левыми уклонами за единство партии.
Также были отмечены успехи в развитии народного хозяйства БССР: рост доли промышленности, подъём сельского хозяйства, усиление социалистических элементов в экономике и повышение материального и культурного уровня трудящихся.

## Итоги съезда
Съезд утвердил контрольные показатели первой пятилетки, которые определяли темпы развития народного хозяйства и культуры Белорусской ССР. Участники обсудили вопросы модернизации экономики на основе новой техники, подготовки квалифицированных специалистов и рабочих, а также темпы индустриализации.
Съезд признал необходимость совершенствования состава партии и поставил задачу к концу 1930 года увеличить в КП(б)Б число рабочих, занятых в производстве, включая чернорабочих и сельскохозяйственных работников, до не менее 50 %. Он также наметил проведение чистки партии, которая должна была начаться 1 марта 1929 года.
На съезде были избраны ЦК КП(б)Б в составе 77 членов и 57 кандидатов, ЦКК в составе 76 членов, а также Ревизионная комиссия в составе 7 человек.
15 февраля 1929 года на пленуме было избрано Бюро ЦК КП(б)Б, состоящее из 13 человек и 7 кандидатов. Секретарями ЦК стали Я. Б. Гамарник и И. А. Василевич.